# Nuoto ai XIX Giochi asiatici - 200 metri farfalla femminili
La gara dei 200 metri farfalla femminili di nuoto ai XIX Giochi asiatici si è svolta il 24 settembre 2023, durante i XIX Giochi asiatici, presso l'Hangzhou Olympic Sports Expo Center.

## Podio
| Pos.    | Atleta        | Nazione  |
| ------- | ------------- | -------- |
| Oro     | Zhang Yufei   | Cina     |
| Argento | Yu Liyan      | Cina     |
| Bronzo  | Hiroko Makino | Giappone |

## Record
Prima della manifestazione il record del mondo (RM), il record asiatico (AS) e il record dei giochi (RC) erano i seguenti.
|  | 2'01"81 | Liu Zige     | 21 ottobre 2009 Jinan      |
|  | 2'01"81 | Liu Zige     | 21 ottobre 2009 Jinan      |
|  | 2'05"79 | Jiao Liuyang | 15 novembre 2010 Guangzhou |

Durante la competizione è stato migliorato il seguente record:
|  | 2'05"57 | Zhang Yufei |

## Programma
| Data              | Ora (UTC+8) | Turno    |
| ----------------- | ----------- | -------- |
| 24 settembre 2024 | 10:00       | Batterie |
| 24 settembre 2024 | 19:30       | Finale   |

## Risultati

### Batterie
| Pos. | Batteria | Atleta                 | Nazionalità   | Tempo        | Note |
| ---- | -------- | ---------------------- | ------------- | ------------ | ---- |
| 1    | 1        | Zhang Yufei            | Cina          | 2'07"46      | Q    |
| 2    | 2        | Yu Liyan               | Cina          | 2'10"73      | Q    |
| 3    | 2        | Airi Mitsui            | Giappone      | 2'11"31      | Q    |
| 4    | 2        | Quah Jing Wen          | Singapore     | 2'11"47      | Q    |
| 5    | 2        | Kamonchanok Kwanmuang  | Thailandia    | 2'11"87      | Q    |
| 6    | 1        | Park Su-jin            | Corea del Sud | 2'12"34      | Q    |
| 7    | 1        | Hiroko Makino          | Giappone      | 2'12"94      | Q    |
| 8    | 2        | Jinjutha Pholjamjumrus | Thailandia    | 2'13"90      | Q    |
| 9    | 1        | Yeung Hoi Ching        | Hong Kong     | 2'14"46      |      |
| 10   | 1        | Mok Sze Ki             | Hong Kong     | 2'15"38      |      |
| 11   | 2        | Diana Taszhanova       | Kazakistan    | 2'16"34      |      |
| 12   | 1        | Anungoo Temuujin       | Mongolia      | 2'40"32      |      |
| 13   | 2        | Meral Ayn Latheef      | Maldive       | 3'04"45      |      |
| 14   | 1        | Erkhes Gansuld         | Mongolia      | Squalificata |      |

### Finale
| Pos. | Atleta                 | Nazionalità   | Tempo   | Note |
| ---- | ---------------------- | ------------- | ------- | ---- |
|      | Zhang Yufei            | Cina          | 2'05"57 |      |
|      | Yu Liyan               | Cina          | 2'08"31 |      |
|      | Hiroko Makino          | Giappone      | 2'09"22 |      |
| 4    | Park Su-jin            | Corea del Sud | 2'09"37 |      |
| 5    | Quah Jing Wen          | Singapore     | 2'10"13 |      |
| 6    | Kamonchanok Kwanmuang  | Thailandia    | 2'10"68 |      |
| 7    | Airi Mitsui            | Giappone      | 2'11"30 |      |
| 8    | Jinjutha Pholjamjumrus | Thailandia    | 2'15"22 |      |